# رام أون
رام أون (بالعبرية: רָם אוֹן‏)، هي قرية زراعية إسرائيلية تقع شمال جنين في فلسطين المحتلة، جنوب مرج ابن عامر ، وتتبع مجلس جلبوع الإقليمي. كان عدد سكانها عام 2019 يعادل 978 نسمة. 

## تاريخ
تأسست رام أون عام 1953م من قبل أبناء عائلات الموشافيم في إسرائيل. استقروا في الأصل في نوريت على جبل جلبوع شرق جنين، ولكن في عام 1961 انتقل المجتمع من جبل جلبوع إلى موقع رام أون الحالي. سُمِّيت القرية على اسم رام أون بالدي، الذي قُتل في الجنوب عام 1957 ويعتبر أحد مؤسسي المجتمع.

## اقتصاد
يوجد في القرية مصنع لتصنيع المواد البلاستيكية الحرارية .